# ويليام هايز بوب
ويليام هايز بوب (بالإنجليزية: William Hayes Pope)‏ هو قاضي ومحامي أمريكي، ولد في 14 يونيو 1870 في بيافورت في الولايات المتحدة، وتوفي في 13 سبتمبر 1916 في أتلانتا في الولايات المتحدة.